# Programme Origins

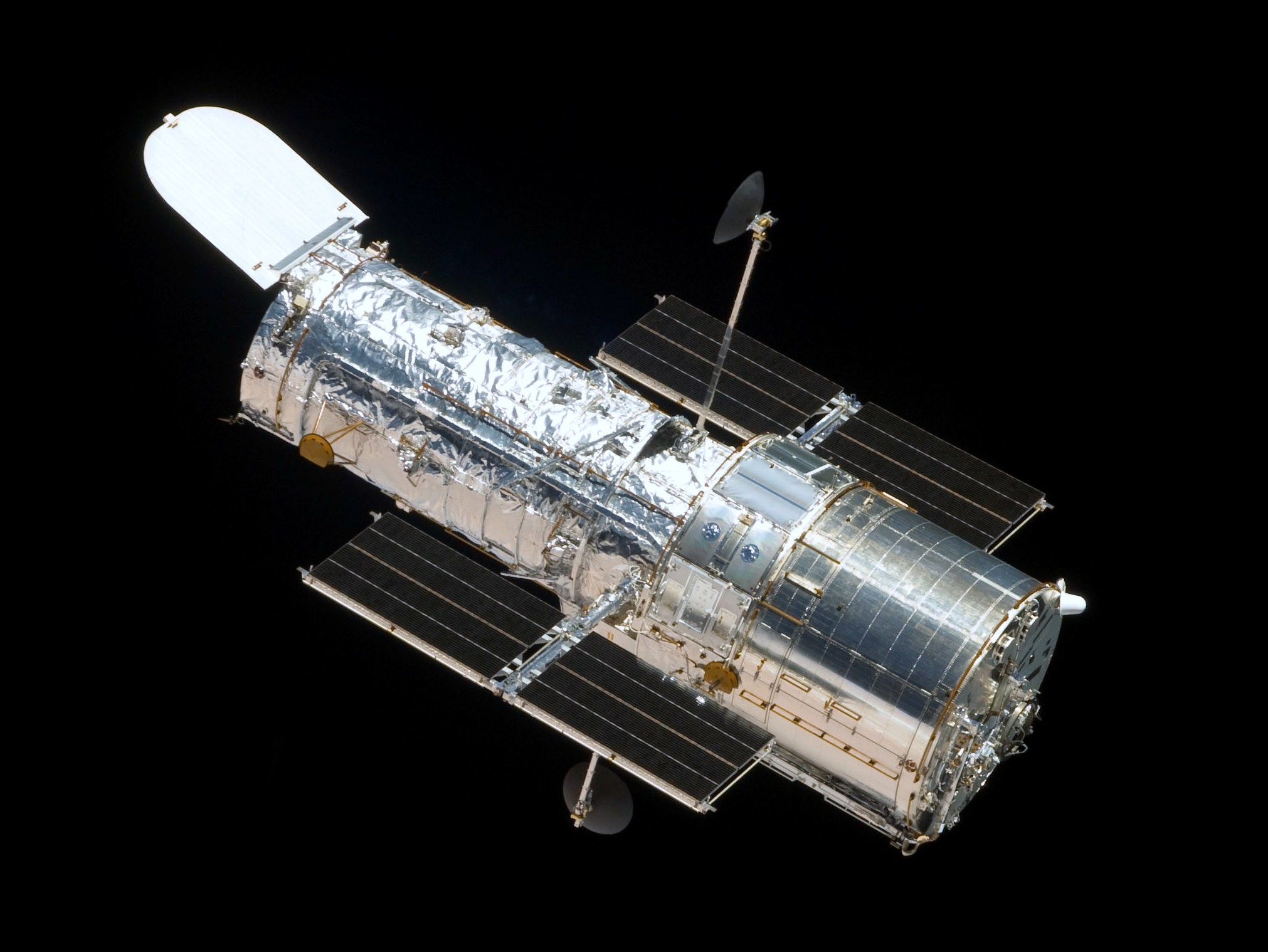
Hubble

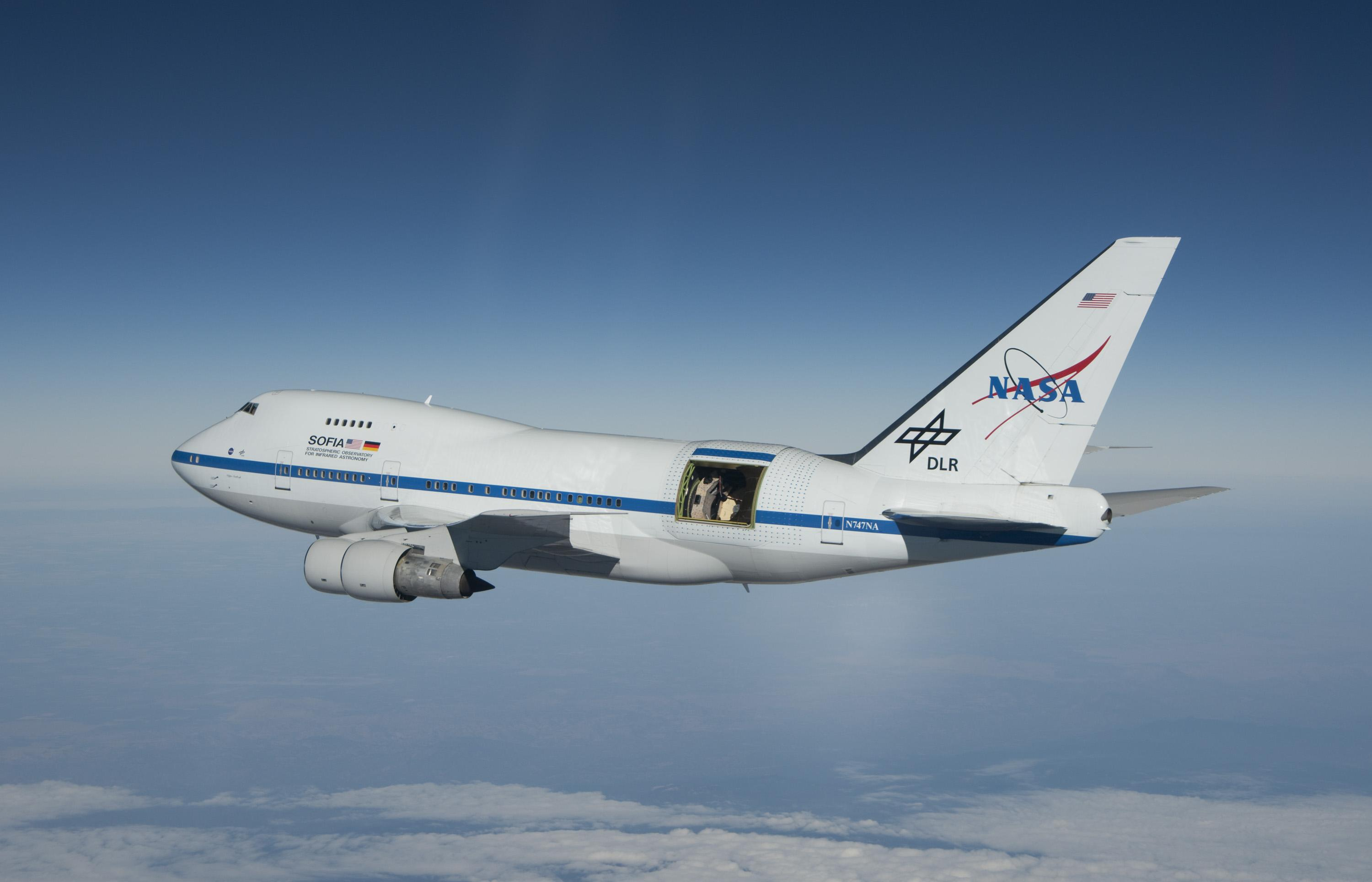
Le télescope infrarouge aéroporté SOFIA

James Webb.

Le programme Origins est un programme de la NASA  qui regroupe les missions d'astronomie spatiale de l'agence spatiale américaine relatives à la formation de l'Univers, des galaxies, des trous noirs, des étoiles et de leur cortège planétaire.

## Objectifs
Les objectifs du programme portent sur :
- le mode de formation des premières étoiles de l'univers et leur influence sur leur environnement ;
- la manière dont la matière noire s'est accumulée au début de l'univers en repoussant le gaz de manière qu'il forme des concentrations qui devinrent éventuellement par la suite des galaxies ;
- le processus par lequel les tout premiers types de galaxie ont évolué pour devenir ceux que l'on peut observer maintenant comme la Voie Lactée ;
- la manière dont se sont formés les trous noirs supermassifs aux premiers instants de l'univers et comment ils influences les galaxies dans lesquels ils se trouvent ;
- les mécanismes de formation des étoiles et des systèmes planétaires qui les accompagnent fréquemment.

## Projets
Le programme Origins comprend des projets en développement, opérationnels et des missions achevées.

### Projets opérationnels
Les projets opérationnels en 2024 sont :
- Le télescope spatial Hubble
- Le télescope spatial infrarouge James-Webb

### Projets en phase de développement ou d'étude
Les projets en cours de développement ou d'étude sont :
- Le télescope spatial infrarouge grande angle Nancy-Grace-Roman
- Le télescope spatial ultraviolet (étude)

### Projets achevés
Les missions achevées sont :
- WISE (2009-2011)
- Herschel  (2009-2013) télescope de l'Agence spatiale européenne avec une participation de la NASA
- GALEX (2003-2013)
- Spitzer (2003-2020)
- Le télescope infrarouge aéroporté SOFIA (projet développé avec l'Allemagne)